# Berhida
Berhida är en stad och kommun i distriktet Várpalota i provinsen Veszprém i Ungern. Kommunen har 5 747 invånare (2024), på en yta av 42,72 km².